# مولگارای دم‌قلم‌مویی
مولگارای دم‌قلمویی (نام علمی: Dasycercus blythi) نام یک گونه از تبار ستبردم‌تباران است.